# ایوان کارابیتس
ایوان کارابیتس (اوکراینی: Іван Федорович Карабиць؛ ۱۷ ژانویهٔ ۱۹۴۵ – ۲۰ ژانویهٔ ۲۰۰۲) آهنگساز، و مربی موسیقی اهل اتحاد جماهیر شوروی سوسیالیستی بود.